# گمینا زووت ستوک
گمینا زووت ستوک (به لهستانی:  Gmina Złoty Stok) یک گمینا در لهستان است که در شهرستان زانبکوویتسه شلانسکیه واقع شده‌است. گمینا زووت ستوک ۷۵٫۶۳ کیلومتر مربع مساحت و ۴٬۷۴۸ نفر جمعیت دارد.